# Bombardarea Dresdei în Al Doilea Război Mondial

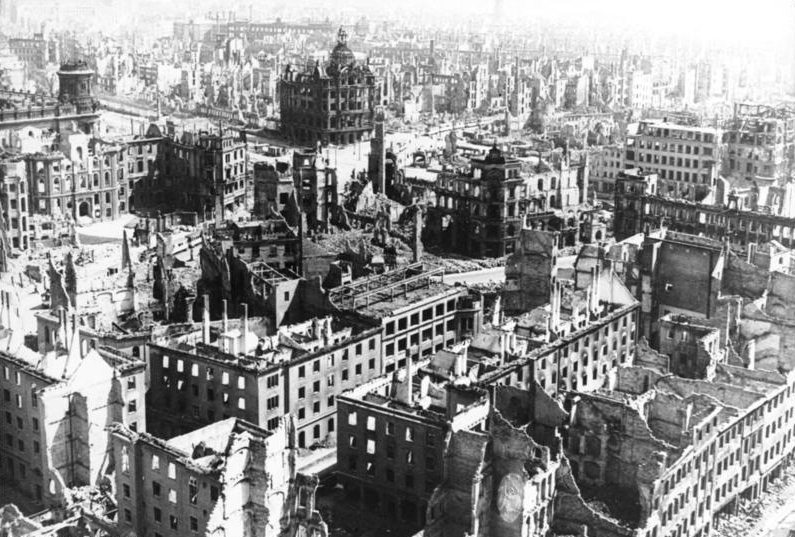

Bombardamentul asupra Dresdei, efectuat între 13 și 15 februarie 1945 de către forțele aeriene americane (USAF) și britanice (RAF), cu 12 săptămâni înainte de capitularea necondiționată a Germaniei Naziste în al Doilea Război Mondial, rămâne una din cele mai controversate acțiuni aliate din timpul războiului. Acțiunea a fost efectuată de 1300 bombardiere grele, care au aruncat 3900 de tone de bombe, inclusiv incendiare, în 4 raiduri succesive, distrugând 34 km2 din oraș, capitala Saxoniei. Numărul civililor uciși a fost estimat între 400 000 și 500 000, iar centrul istoric al orașului a fost distrus în totalitate.
Bombardamentul a fost parte a campaniei aliate de bombardare a orașelor germane, cu scopul declarat de a distruge moralul populației și a grăbi astfel prăbușirea celui de-al treilea Reich. Promotorul acestei politici a fost Winston Churchill, având un executant zelos în persoana șefului bombardamentelor strategice ale RAF, mareșalul Arthur Harris. A fost motivat de intenția de a acorda un ajutor înaintării Armatei Roșii, deși aceasta nu a cerut acest bombardament.
Raidul, care nu a avut ca scop distrugerea unor obiective militare sau ale industriei de război, efectuat într-un moment când era clar că Germania pierduse războiul, a creat indignare chiar și în Marea Britanie. Churchill a încercat să se distanțeze de responsabilitatea care îi revenea, asociindu-l cu un „act de teroare”, afirmație retrasă apoi, în urma protestelor mareșalului Harris. În fața unor acuzații de crime de război, în SUA s-a efectuat o anchetă, care a concluzionat însă că bombardamentul a fost justificat.